# 大井城 (美濃国)
大井城（おおいじょう）は、岐阜県恵那市大井町字内城にあった日本の城。
なお、恵那市指定史跡となっている「大井城跡」は当城ではなく、北西の「鷹撃谷城（たかちがやじょう）」のことである。

## 概要
阿木川右岸の河岸段丘上に築かれた平山城で、古い地籍図の地割りから一辺70メートル程の方形区画の曲輪があったと推定されている 。
美濃国初代守護大名の土岐頼貞の兄である土岐定親の玄孫原秀行により、
永享7年（1435年）に築城されたとされるが、確たる根拠はなく、
史料上の初見は文明5年（1473年）の小笠原家長による東濃侵攻の記録とされる。
永享10年（1438年）室町幕府の将軍足利義教は鎌倉公方の足利持氏を攻略し自害せしめた（永享の乱）。
この時、土岐持益は、信濃国と美濃国の国境に近い大井の地に原秀行を送り、大井地域の守備を命じた。原秀行は阿木川右岸の段丘上に大井城を築き、名を大井遠江守秀行と改めた。
応仁の乱、文明の乱の頃（1467年～1477年）に第8代美濃国守護土岐成頼が西軍に加わり京都へ遠征中、その留守を守護代斎藤妙椿が東軍勢力から美濃を守っていた。
文明5年（1473年）3月に山名宗全が没し西軍の勢いが衰え始めると、 斎藤妙椿は伊勢国へ攻め込んだ。
この期に乗じて東軍は妙椿牽制の為に信濃の松尾城主小笠原家長と木曾家豊を東濃へ侵攻させ大井城と、土岐郡釜戸村にあった荻之島城を占領した。
小笠原文書には以下の記述がある。
恵那郡の中心部は小笠原氏の支配下となり駐留が続いたが、天文3年（1534年）松尾小笠原氏は、府中小笠原氏に攻められると甲斐国へ亡命し東濃から撤退したため、岩村城を本城とする遠山氏が勢力を盛り返し、大井城も岩村城の子城として組み込まれ外郭防衛の一翼となり、遠山十八子城の一つとなった。
大井城には遠山景任の重臣で茄子川村の藤井宗常・藤井常守兄弟が入り城主となった。
元亀3年(1572年)、武田信玄の東濃侵攻が始まり、岩村城は武田氏の重臣秋山虎繁によって攻め落とされ、翌天正元年(1573年)には大井城も武田の軍門に降った。
天正3年（1575年）三河国での長篠の戦いに勝利した織田信長は、東濃から武田氏を駆逐するため織田信忠を大将とする大軍を派遣した。この時大井城も織田勢に攻められ落城し、その後廃城となった。

## 現在
大井城址は、現在の恵那市立大井小学校の敷地となっている。
1996年（平成8年）の新校舎建設と、2009年（平成21年）の新体育館建設工事に伴い行われた発掘調査では、江戸時代の家屋跡や明治時代の劇場舞台小屋跡の遺構に削られ城の残りは良くなかったが、空堀とみられる溝が発見された。